# Sikanderpur (Kannauj)
Sikanderpur è una suddivisione dell'India, classificata come nagar panchayat, di 7.564 abitanti, situata nel distretto di Kannauj, nello stato federato dell'Uttar Pradesh.